# Rifugio Bietti-Buzzi
Il rifugio Bietti-Buzzi è un rifugio situato nel comune di Mandello del Lario (LC), nelle Prealpi lombarde a 1.719 m.

## Storia
Il rifugio Luigi Bietti, nasce come capanna Releccio nel 1886, anno di inaugurazione. È una costruzione di un piano, che sorge nella omonima valle di Releccio, nella Grigna Settentrionale, sotto la Cresta di Piancaformia. Successivamente il rifugio sarà dedicato a Luigi Bietti, presidente della sezione del CAI di Milano, morto in quegli anni. Nel tempo la struttura subisce modifiche con l'aggiunta di un piano superiore e delle sostanziose ristrutturazioni.
Nel 2002 viene chiuso, perché il CAI di Milano non ha fondi per metterlo a norma. Nel 2006 il rifugio viene acquistato (da Elena Buzzi) dal CAI di Milano e poi donato al CAI di Mandello. Da quell'anno il rifugio sarà denominato "Bietti-Buzzi". Tra il 2007 ed il 2009, con il rifacimento delle cisterne di raccolta dell'acqua, la costruzione di un bivacco invernale per i passanti ed il rifacimento dello stabile il rifugio è stato sottoposto a lavori di ristrutturazione.

## Caratteristiche e informazioni
Sorge nel bacino carsico del Releccio, al cospetto del Grignone e del Sasso Cavallo. Il rifugio è rinomato per la buona cucina.

## Accessi
Dal passo del Cainallo, parcheggiando alla Val di Cino o al Vo' del Moncodeno, è possibile raggiungere il rifugio in 1h30' lungo il sentiero 24 transitando per la Porta di Prada, arco carsico naturale.
Oppure si può partire da Somana, frazione di Mandello del Lario e percorrere il sentiero numero 15 che in circa 3h30' permettere di raggiungere il rifugio.

## Ascensioni
Alla Grigna Settentrionale, attraverso la via del Caminetto o via del Guzzi, attraverso la Ferrata dei Carbonari oppure tramite la via alpinistica del canalone (non attrezzata). Punto di partenza per le ascensioni in Balconata di Releccio, Pizzo dei Nibbi, Sasso Cavallo, Sasso Seneg, Sasso dei Carbonari.

## Traversate

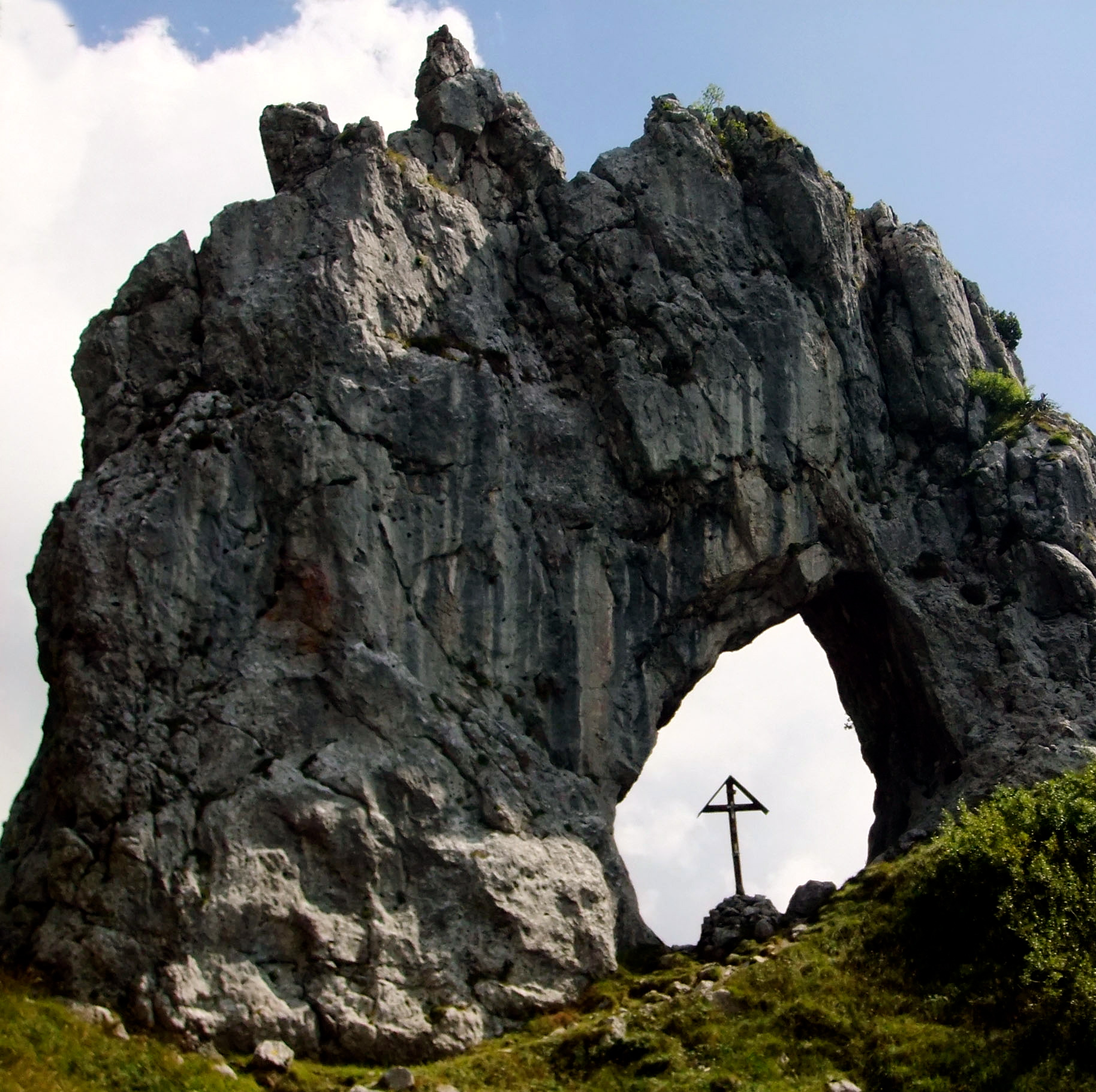
La suggestiva Porta di Prada

Cainallo - Porta di Prada - rifugio Bietti - rifugio Bogani - Cainallo:

È possibile compiere un giro ad anello lungo il versante nord del Grignone. Percorrendo il sentiero 24 si giunge al rifugio Bietti, si prosegue lungo il canalone attrezzato del Guzzi per poi ridiscendere verso il rifugio Bogani; da lì, tramite il sentiero 25 si rientra al Cainallo.

## Curiosità
Il rifugio è il punto di partenza per ascensioni al rifugio Brioschi per la bocchetta del Guzzi o con la Ferrata dei Carbonari. Inoltre è una delle tappe del Trofeo Scaccabarozzi.